# Comuna Gura Văii, Bacău
Gura Văii (în trecut, Râpile) este o comună în județul Bacău, Moldova, România, formată din satele Capăta, Dumbrava, Gura Văii (reședința), Motocești, Păltinata și Temelia.

## Așezare
Comuna se află în partea de sud a județului, pe malul stâng al Trotușului (în dreptul municipiului Onești de pe malul opus), în bazinul hidrografic al afluentului acestuia, Pârâul Mare. Este traversată de șoseaua județeană DJ119, care o leagă spre sud-vest de Onești (unde se termină în DN11A) și (deși momentan întrerupt) spre nord de Răcăciuni, Cleja, Faraoani, Valea Seacă, Sărata și Bacău (unde se termină în DN11). Din acest drum, la Dumbrava se ramifică șoseaua județeană neasfaltată DJ206B, care duce spre est la Parava și Răcăciuni (unde se termină în DN2).

## Demografie
Componența etnică a comunei Gura Văii
     Români (91,76%)
     Alte etnii (0,17%)
     Necunoscută (8,08%)
Componența confesională a comunei Gura Văii
     Ortodocși (87,37%)
     Romano-catolici (3,41%)
     Adventiști (1,02%)
     Alte religii (0,09%)
     Necunoscută (8,1%)
Conform recensământului efectuat în 2021, populația comunei Gura Văii se ridică la 4.221 de locuitori, în scădere față de recensământul anterior din 2011, când fuseseră înregistrați 4.711 locuitori. Majoritatea locuitorilor sunt români (91,76%), iar pentru 8,08% nu se cunoaște apartenența etnică. Din punct de vedere confesional, majoritatea locuitorilor sunt ortodocși (87,37%), cu minorități de romano-catolici (3,41%) și adventiști (1,02%), iar pentru 8,1% nu se cunoaște apartenența confesională.

## Politică și administrație
Comuna Gura Văii este administrată de un primar și un consiliu local compus din 13 consilieri. Primarul, Silviu Tinei[*], de la Partidul Social Democrat, este în funcție din octombrie 2020. Începând cu alegerile locale din 2024, consiliul local are următoarea componență pe partide politice:
|  | Partid                          | Consilieri | Componența Consiliului | Componența Consiliului | Componența Consiliului | Componența Consiliului | Componența Consiliului | Componența Consiliului | Componența Consiliului | Componența Consiliului | Componența Consiliului | Componența Consiliului | Componența Consiliului |
|  | ------------------------------- | ---------- | ---------------------- | ---------------------- | ---------------------- | ---------------------- | ---------------------- | ---------------------- | ---------------------- | ---------------------- | ---------------------- | ---------------------- | ---------------------- |
|  | Partidul Social Democrat        | 11         |                        |                        |                        |                        |                        |                        |                        |                        |                        |                        |                        |
|  | Partidul Național Liberal       | 1          |                        |                        |                        |                        |                        |                        |                        |                        |                        |                        |                        |
|  | Alianța pentru Unirea Românilor | 1          |                        |                        |                        |                        |                        |                        |                        |                        |                        |                        |                        |

## Istorie
Primele așezări aflate pe actualul teritoriu administrativ al comunei par a fi înființate după anul 1467 – în perioada domniei lui Ștefan cel Mare. Așezate pe ulucul depresionar al Trotusului, în aval de confluența acestuia cu Tazlău, satele comunei Gura Văii sunt înșiruite pe malul stâng – pe văile afluenților secundari ai râului Trotus.
În secolul al XVIII-lea Gura Văii și Pătrășcani au aparținut marelui ban Ștefan Rușeț, fiul marelui vornic Iordache Rușeț. Acesta a ctitorit pe la 1750 biserica din Pătrășcani cu hramul „Adormirea Maicii Domnului”.
La sfârșitul secolului al XIX-lea, comuna purta numele de Râpile, făcea parte din plasa Tazlăul de Jos a județului Bacău și era formată din satele Borzești-Clăcași, Borzești-Răzeși, Slobozia Mielului, Râpile, Pătrășcani, Motocești și Păltinata, având în total 2774 de locuitori. În comună existau o școală mixtă cu 46 de elevi și șase biserici ortodoxe (două în Râpile și câte una în Borzești-Clăcași, Borzești-Răzeși, Pătrășcani și Slobozia Mielului), iar principalii proprietari de pământ erau Dumitru Paraschiv, Alex. D. Paraschiv și G.E. Bogdan. La acea vreme, pe teritoriul actual al comunei, mai funcționa în aceeași plasă și comuna Gropile, formată din satele Gropile, Capota, Păltinata și Pochița, cu 1577 de locuitori ce trăiau în 387 de case. În comuna Gropile existau două mori de apă, o școală mixtă cu 16 elevi la Gropile, două biserici ortodoxe la Gropile și una catolică la Capota.
Anuarul Socec din 1925 consemnează comunele în plasa Trotuș a aceluiași județ; comuna Râpile avea 3012 locuitori în satele Motocești, Pătrășcani, Râpile și Slobozia Mielului, în vreme ce comuna Gropile avea 1820 de locuitori în satele Capota, Gropile, Păltinița de Jos și Păltinița de Sus.
În 1950, cele două comune au fost transferate raionului Târgu Ocna din regiunea Bacău. În 1968, comuna și satul Râpile a primit numele de Gura Văii, iar satul și comuna Gropile au primit denumirea de Dumbrava. În 1968, cele două comune au revenit la județul Bacău, reînființat, iar comuna Dumbrava a fost desființată, satele ei trecând la comuna Gura Văii; tot atunci, satele Păltinata de Jos și Păltinata de Sus au fost comasate pentru a forma satul Păltinata, iar satul Pătrășcani a fost desființat și inclus în satul Gura Văii. Comuna a avut statut de comună suburbană a municipiului Gheorghe Gheorghiu-Dej. În 1989, s-a renunțat la conceptul de comună suburbană, iar comuna Gura Văii a fost subordonată direct județului Bacău.
Au fost descoperite monede romane la punctul numit „Siliște” din comuna Gura Văii în urma săpăturilor arheologice din vara anului 1962. A fost descoperit un vas de lut cu 16 monede din argint (denari), emisiuni ale lui Marc Antonius, Vitellius și Vespasianus.

## Monumente istorice

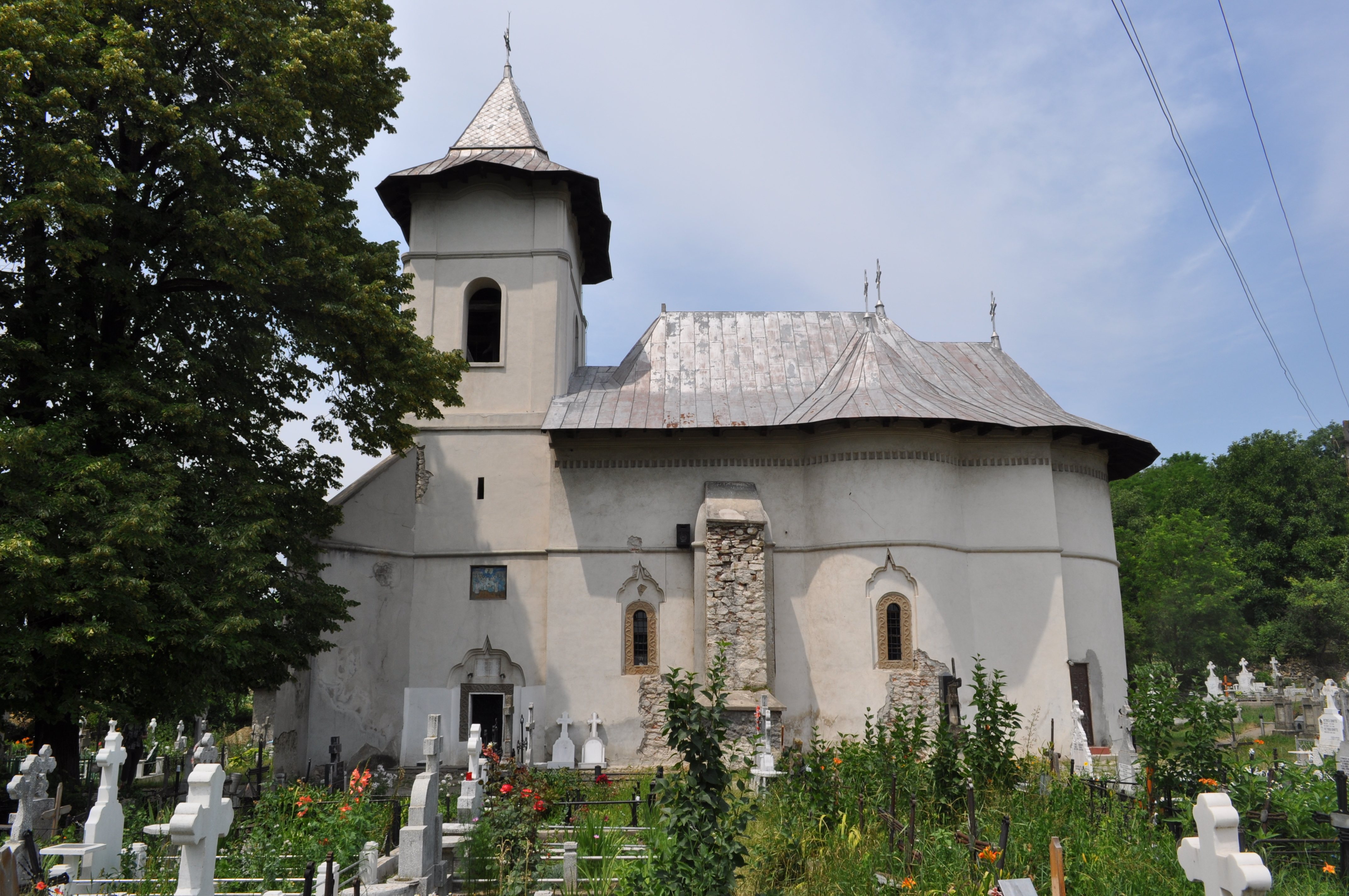
Biserica „Adormirea Maicii Domnului” și „Sfântul Ștefan” din satul Gura Văii, monument istoric de arhitectură.

Două obiective din comuna Gura Văii sunt incluse în lista monumentelor istorice din județul Bacău ca monumente de interes local, ambele fiind clasificate ca monumente de arhitectură: biserica de lemn „Sfântul Nicolae" (1680, cu adăugiri în 1912); și Biserica „Adormirea Maicii Domnului” și „Sfântul Ștefan” (1750) din cătunul Pătrășcani, ambele aflate în satul Gura Văii. 